# شرارة(أغنية تايون)
إ
 «شرارة» هي أغنية سجلتها المطربة الكورية الجنوبية تايون لألبومها الاستوديو الثاني purpose (2019). وكان أفرج عنه في 28 أكتوبر 2019 كما الألبوم منفرد من قبل إس إم الترفيه. صُنعت كلمات الأغنية من قبل كينزي، في حين أن موسيقاها من تأليف كينزي وآن جوديث ويك وروني سفيندن. موسيقيا، «شرارة» هي أغنية البوب الروح البديلة.
تلقت الأغنية ملاحظات إيجابية من نقاد الموسيقى، الذين امتدحوا غناء تايون وقارنوا بين أساليبها الموسيقية وأساليب المغنية الإنجليزية أديل. ظهرت لأول مرة في المرتبة الثانية على مخطط قاون الرقمي. تم وضع الأغنية في المرتبة 25 على قائمة تصنيفات بيلبورد.

## خلفية
في 10 تشرين الأول (أكتوبر) 2019، أعلنت وكالة تايون إس إم الترفيهية أن ألبومها الاستوديو الكامل الثاني سيصدر في نهاية أكتوبر. عنوان الألبوم هو Purpose ، في حين تم الإعلان عن مسار العنوان والقصيرة الفردية باسم «شرارة»، الذي تم إصداره في وقت واحد مع إصدار الألبوم.

## مقدمة
امتدح ليم دونق يوب من وكالة آي إز إم قارن غناء تايون المغنية الإنجليزية أديل والفرقة الأمريكية OneRepublic  من ناحية الأسلوب الموسيقي.
ظهرت «شرارة» في المرتبة الثانية على مخطط قاون الرقمي للأسبوع المنتهي في 7 نوفمبر 2019. خلال الأسبوع الأول من إطلاقه، باعت الأغنية 47,032,838 نقطة رقمية من خلال خدمات الموسيقى الرقمية الكورية الجنوبية. بلغت ذروتها في المرتبة الأولى على مخطط تحميل قاون. ظهرت الأغنية لأول مرة في المرتبة 25 على Billboard World Digital Songs.

## الرسوم البيانية

### الرسوم البيانية الأسبوعية
| مخطط (2017)                                       | موقعها |
| ------------------------------------------------- | ------ |
| كوريا الجنوبية (غاون)                             | 2      |
|                                                   |        |
| أغاني الولايات المتحدة العالمية الرقمية (بيلبورد) | 25     |

## مبيعات
| منطقة | مبيعات |
| ----- | ------ |
| الصين | 111745 |

## جوائز برامج الموسيقى
| أغنية   | برنامج                  | تاريخ          |
| ------- | ----------------------- | -------------- |
| "شرارة" | بنك الموسيقى (KBS)      | 8 نوفمبر 2019  |
| "شرارة" | شو!ميوزك كور (ام بي سي) | 9 نوفمبر 2019  |
| "شرارة" | Inkigayo (SBS)          | 10 نوفمبر 2019 |

## قائمة المراجع
1. ↑  Im Dong-yeob. "Album Review: Taeyeon". IZM (بالكورية). Archived from the original on 2020-01-26. Retrieved 2019-11-09.
2. 1 2  "Gaon Digital Chart". 2 نوفمبر 2019. مؤرشف من الأصل في 2018-11-08. اطلع عليه بتاريخ 2019-11-07.
3. ↑  "Download Chart – Week 44 of 2019" (بالكورية). Gaon Music Chart. Archived from the original on March 10, 20172018-11-08. {{استشهاد ويب}}: تحقق من التاريخ في: |تاريخ أرشيف= (help)
4. ↑  "Taeyeon Chart History". Billboard. 9 نوفمبر 2019. مؤرشف من الأصل في 2019-11-06. اطلع عليه بتاريخ 2019-11-09.
5. ↑  "Purpose – QQ Music". QQ Chart. مؤرشف من الأصل في 2019-11-07. اطلع عليه بتاريخ 2019-11-10.
6. ↑  [종합]'뮤직뱅크' 태연 '불티' 방송출연 없이도 1위…갓세븐·빅톤 컴백 - 조선닷컴 - 연예 > 연예 포토. The Chosun Ilbo (بالكورية). 8 Nov 2019. Archived from the original on 2019-11-08. Retrieved 2019-11-08. {{استشهاد ويب}}: الوسيط غير المعروف |trans_title= تم تجاهله يقترح استخدام |عنوان مترجم= (help)
7. ↑  '음악중심' 태연, 출연없이 1위·2관왕..갓세븐x현아♥던x빅톤 컴백 [종합] - 조선닷컴 - 연예 > 연예 포토. The Chosun Ilbo (بالكورية). 9 Nov 2019. Archived from the original on 2019-11-10. Retrieved 2019-11-09. {{استشهاد ويب}}: الوسيط غير المعروف |trans_title= تم تجاهله يقترح استخدام |عنوان مترجم= (help)
8. ↑  '인기가요' 태연, 1위 3관왕..갓세븐X현아♥던X빅톤 컴백·이진혁 솔로데뷔 [종합]. The Chosun Ilbo (بالكورية). 10 Nov 2019. Archived from the original on 2019-11-10. Retrieved 2019-11-10. {{استشهاد ويب}}: الوسيط غير المعروف |trans_title= تم تجاهله يقترح استخدام |عنوان مترجم= (help)